# Климат Московской области
Климат Московской области — умеренно континентальный с умеренно-морозной зимой и тёплым летом. Из-за отдалённости территории от крупных водоёмов, отсутствию гор и существенных различий рельефа климату Московской области присуща континентальность с чётко выраженными сезонами года. Континентальность климата увеличивается с северо-запада на юго-восток
Абсолютный максимум зафиксирован в Коломне в начале августа 2010 года — +39,7 градусов по Цельсию, минимум — в Наро-Фоминске в середине января 1940 года был равен −54 °C. Среднегодовая температура по области — +6-7 °C (до 1948 г. — от +3,2 °C около Переславля-Залесского (тогда входил в состав области) до 4,5 °C в Коломне).

## Атмосферная циркуляция
В разное время присущи различные свойства одним и тем же воздушным массам. Зимой область чаще всего оказывается под влиянием атлантических циклонов (исландского минимума), перемещающихся по широте 53 градусов по северо-западной периферии южного антициклона, и поэтому в это время года преобладает зональный тип циркуляции. Они приносят относительно тёплый влажный воздух (с осадками в виде снега, иногда мокрого и дождя) чередуясь последующими похолоданиями. Преобладающие ветры — южные и юго-западные. Холодный воздух приносят передние (восточные) части скандинавских антициклонов, тыловые (западные) континентальных, южные и юго-западные арктических.
Летом область оказывается под влиянием северо-восточной периферии азорского антициклона и юго-западной азиатского циклона. Преобладающие ветры — западные. При этом из-за нагрева воздуха усиливается циклоническая деятельность с частыми грозами и ливнями. С преобладанием меридионального типа циркуляции увеличивается роль арктических вторжений с восточных периферий северо-западных антициклонов и тыловых частей циклонов и наоборот.

## Сезоны

### Зима (ниже 0°)
В среднем длится с 10-12 ноября по 20-22 марта. Изотермы расположены меридионально, убывают с северо-запада на юго-восток. Средняя температура января от -9 на западе до -11 на востоке.
Озёра и реки замерзают на севере области 10 ноября, на юге — 15-20. Постоянный снежный покров образуется 20-29 ноября и лежит до 4-8 апреля, на юге области — 1-5, на севере — 15 (до 1948 г. в Дмитровском и Александровском 17, в более южных и юго-западных районах — 22-27). Средняя высота снежного покрова — 40-50 см.
В первой половине зима тёмная и влажная (ноябрь и декабрь — по 1 безоблачному солнечному дню (по обсерватории имени Михельсона в Тимирязевской сельскохозяйственной академии), во второй — более ясная и сухая (январь и февраль — по 2 ясному дню, март — почти 4 (по обсерватории имени Михельсона в Тимирязевской сельскохозяйственной академии)). В твёрдом виде осадков выпадает 137 мм или около 26 % от годовой нормы.

### Весна (от 0° до +15°)
Весна в среднем длится с 20-22 марта по 25 мая - 1 июня. Изотермы становятся более широтными — более заметное падение температуры с юга на север. Средняя температура в апреле от +5 на севере области и 7.5 на юге. Характерны большие суточные колебания температур, когда днём на солнце жарко, а ночью могут быть заморозки. На севере и в центре области повышение температуры менее резче, чем на юге и юго-востоке, что подтверждает увеличение континентальности с северо-запада на юго-восток.
В бассейне Нары снег полностью тает 5-6 апреля, на Клязьме и Нерли (тогда входившей в состав области) — 15-17. Снег сходит за 5-7 дней. Реки вскрываются 10 апреля, на Москве-реке начинается ледоход (заканчивается к 15 апреля).
Последние заморозки случаются в мае по 6-7 дней (до 1948 г. — до 3-х, снег выпадает 29 апреля).
В апреле количество ясных дней увеличивается до 5, а облачность уменьшается до 6 баллов (по обсерватории имени Михельсона в Тимирязевской сельскохозяйственной академии). В нём также меньше всего дней с осадками — 11 (по обсерватории имени Михельсона в Тимирязевской сельскохозяйственной академии). Сухой и май — за 12 дней выпадает 50 мм (по обсерватории имени Михельсона в Тимирязевской сельскохозяйственной академии).

### Лето (выше +15°)
В среднем длится с 25 мая-1 июня по 1-5 сентября. Изотермы становятся широтными, несколько увеличиваясь с запада на восток. Летние месяцы, в отличие от зимних, особенно июль, менее переменчивые. Средняя температура июля от 18.5 на западе до 20,5 на юго-востоке (до 1948 г. — от 19 до 20, июнь и август — не более на 2-3 холоднее).
Ясных дней — 3-4. В июне, июле и августе выпадает 67, 85 и 68 мм соответственно (по обсерватории имени Михельсона в Тимирязевской сельскохозяйственной академии), в основном, ливневого характера.

### Осень (от +15° до 0°)
В среднем длится с 1-5 сентября по 10-12 ноября. Изотермы становятся более меридиональными. Средняя температура октября по области 3,9-4,2. Первые заморозки наблюдаются во второй половине сентября (до 1948 г. — 25 сентября, снег — 10 октября).
Для сезона характерна большая, чем летом относительная влажность воздуха (80 % и 66-67 %), но осадков меньше, но более продолжительнее и больше дней с ними (в октябре — до 15), (по обсерватории имени Михельсона в Тимирязевской сельскохозяйственной академии).

## Ветры
Наиболее сильные ветры — зимой, наименее — летом. В нём больше всего штилевых дней.

## Солнечная радиация
В год область получает около 90 ккал/см2 суммарной солнечной радиации, более 40 % из которой — рассеянная. При соотношении числа дней, когда присутствует солнечное сияние к числу дней, когда сияние возможно, получается всего 34 %. Ясных дней — 17 %, пасмурных — 32 % (по обсерватории имени Михельсона в Тимирязевской сельскохозяйственной академии).

## Метеорологические явления

### Осадки
Атлантический воздух сталкиваются с смоленско-московской возвышенностью и клинско-дмитровской грядой и наиболее увлажнёнными частями области являются северо-западные и северные с количеством осадков 620—638 мм (станция Подсолнечная и др.). Ещё один максимум наблюдается по линии Спас-Деменск—Мосальск—Малоярославец (тогда находившейся в составе области) из-за нахождения на наветренной стороне Среднерусской возвышенности. К юго-востоку количество осадков уменьшается, достигая минимума в 417 мм в Коломенском районе. На большей части области осадков наблюдается не менее 500 мм. Чаще всего выпадают слабые осадки — от 1 до 4,9 мм. Дней с сильными осадками — около 3-х. В сумме выпадают 60 % осадков слабых и средних и 40 % — сильных (более 10 мм).

### Грозы
Грозы случаются по области от 15 до 25 дней в году, в основном, в июне и июле. С градом — в мае и июне. Сам град случается 5 дней и менее. Раз в десятилетие бывают в октябре.

### Росы, инеи, туманы
Количество росы и инея незначительно: редко превышает 0,1-0,2 мм. Туманы могут появляться весь год, но чаще всего — ранней весной и поздней осенью. Наблюдается 51 день с туманами (по обсерватории имени Михельсона в Тимирязевской сельскохозяйственной академии).

### Смерчи
Смерчи наблюдаются раз в несколько лет, в частности, были в 1904, 1945, 1951, 1956, 1965, 1984, 2009 годах. Но смерч, прошедший в каждом районе области, наблюдается раз в 100 лет.

## Засухи
Чаще всего засухи наблюдаются со второй половины марта по конец мая-начало июня (зимне-весенне-летние), с первой половины августа по конец октября-начало ноября (летние-осенние) и с первой половины июня по вторую половину августа (летние). Последние наиболее редки.